# الشيخ زويد
الشيخ زويد هي مدينة مصرية والعاصمة والقاعدة الإدارية لمركز الشيخ زويد في محافظة شمال سيناء في مصر، وتقع على طريق القنطرة - رفح بين رفح والعريش على بعد 334 كم من القاهرة و 12 كم من قطاع غزة.

## التاريخ
وجدت عدد من بلاطات الفسيفساء المسيحي سنة 1913م، ويحفظون في متحف آثار الإسماعيلية. وتظهر خريطة مادبا العائدة إلى القرن السادس للميلاد كلمة «بطليون» في هذا الموقع (باليونانية:  Β[ητ]υλιον )‏.
سميت باسمها الحالي لمقتل «الشيخ زويد» هناك سنة 640م أثناء الفتح الإسلامي لمصر في عهد عمرو بن العاص وكان من القادمين مع جيش الخلفاء الراشدين.

## الثورة
أثناء ثورة 25 يناير خرجت مظاهرات لإسقاط نظام مبارك، وقتلت الشرطة المصرية متظاهرا في جمعة الغضب أثناء فض تلك المظاهرات. وقد قام مجهولون بتفجير ضريح بالمدينة.

## الضواحي والقرى
- الجورة
- أبو طويلة[ ؟ ]
- أبو زرعي
- الكوثر الذي يقطنه العديد من أهل الوادي،
- التومة
- الخروبة
- قبر عمير

الرياشات
السواركه
الترابين
الارميلات
الملالحة
المشوخي ( القيم ـ ابوخساير ـ السماعنة ـ البطين ـ الشواطرة )

عائلات الشيخ زويد ( ال زغلان - ابورشود - أبو لهلوب - الشعايرة - الخدايجة - القيم - البطين - العكور - الصقور - ال بخيت- المشوخي - الحساسنه - المشاوخ - الحمايده - النصايرة - السكادرة - )

## الآثار
يوجد بالمدينة عدة آثار منها «الصخرة» وهي صخرة من فترة الاحتلال الإسرائيلي للمنطقة حيث قطعت من جبل موسى[ ؟ ] في جنوب سيناء ووضعت في الشيخ زويد في الشمال لكتابة أسماء الطيارين الإسرائيلين الذين سقطوا في مياه الشيخ زويد وهي نحتت على شكل خريطة فلسطين وكتبت عليها أسماء الطيارين.[بحاجة لمصدر]